# برکن‌هد
latitudeبرکن‌هدlongitudeبرکن‌هد
برکن‌هد (به انگلیسی: Birkenhead) شهری در منطقهٔ بیرمنگام کشور انگلستان است که این کشور خود بخشی از بریتانیا محسوب می‌شود. این شهر در سال ۱۹۹۱ میلادی ۹۳٫۰۸۷ نفر جمعیت داشته و در سرشماری سال ۲۰۰۱ جمعیت آن به ۸۳٫۷۲۹ نفر رسیده‌است. میزان رشد سالانهٔ جمعیت برکن‌هد ‎-۰٫۶۳ درصد می‌باشد و جمعیت این شهر در سال ۲۰۱۲ به ۷۸٫۰۶۸ نفر تغییر یافت.